# Hormosoma scotti
Hormosoma scotti är en havsanemonart som beskrevs av Stephenson 1918. Hormosoma scotti ingår i släktet Hormosoma och familjen Actinostolidae. Inga underarter finns listade i Catalogue of Life.